# Rolf Krake
Rolf Krake var kung av Lejre rike.  
Omnämnd i:
- Eddan av Snorre Sturlasson.
- Beowulf (Kallades där Hrodulf.)
- Widsith som Hroþwulf

I Eddan anges han som släkt med sveakungen Adils. (Adils skulle ha varit gift med Rolfs mor Yrsa.)